# Salix pyrenaica
La salenca pirinenca o gatsalze(Salix pyrenaica) és una espècie de salze endèmic dels Pirineus de la família de les salicàcies.
És un arbust que arriba a fer 0,5 m d'alt, erecte o reptant. Té les fulles ovades o el·líptiques, d'uns 2-3 cm, sovint acabades en punta, amb pèls llargs a l'anvers. Posseeix flors petites sense periant. El fruit és una càpsula grisenca i peluda, cònica, amb les llavors guarnides amb pèls sedosos per a facilitar-ne la dispersió.
Es troba en zones amb molta innivació, en substrats calcaris i replans càrstics ombrívols, sovint acompanyada d'altres plantes salenques. Habita a una altitud a partir dels 1.200 m, tot i que és més normal trobar-la entre els 1.800 i 2.500 m als Pirineus. El període de floració és entre juny i agost.